# Das Schwarze Auge: Satinavs Ketten
Das Schwarze Auge: Satinavs Ketten ist ein Point-and-Click-Adventure des deutschen Entwicklers und Publishers Daedalic Entertainment. Es ist das erste Adventure-Computerspiel in der Fantasywelt Aventurien des Rollenspielregelwerks Das Schwarze Auge. Es wurde im Juni 2012 für Computer mit dem Betriebssystem Microsoft Windows sowie sukzessive für Mac-OS-Rechner und die Handheld-Konsole Nintendo Switch veröffentlicht.

## Handlung
Die Handlung spielt in dem nach seiner Hauptstadt benannten Königreich Andergast in der Spielwelt Aventurien. Hauptfigur ist Geron, dem im von Aberglaube geprägten Andergast der Ruf eines Unglücksboten anhaftet, seitdem in seiner Kindheit bei der Verbrennung eines Sehers dieser Geron in seinen letzten Momenten prophezeite, dass er „das Ende“ bringen werde, was die Bewohner auf sich und die Stadt beziehen. Geron wächst bei seinem Ziehvater Gwinnling heran und verdient seinen Unterhalt als Vogelfänger. Weiterhin ist er ein Magiedilettant, also ein latent magisch Begabter ohne Ausbildung. Seine magischen Fähigkeiten beschränken sich auf das Zerstören von zerbrechlichen Gegenständen wie Tonkrüge oder Glasflaschen.
Als Geron nach seinem Sieg bei einem Wettbewerb vor den König geführt wird, erteilt dieser ihm den Auftrag, eine Krähenplage in der Burg zu beseitigen. Erste Hinweise deuten darauf, dass der tot geglaubte Seher zurückgekehrt ist und hinter der Plage steckt, und so sieht Geron sich wieder mit dessen Prophezeiung konfrontiert.
Bezüglich des Auftrags gibt ihm sein Ziehvater Gwinnling gibt den Rat, im Wald eine Fee zu fangen, da Feenwasser Krähen anlocke. Im Wald findet Geron die Fee Nuridarinellavanda, genannt Nuri, die die Fähigkeit, besitzt kaputte Gegenstände zu reparieren. Nachdem Geron ihr geholfen hat sich von ihrer Bindung an das Feentor zu lösen, begleitet sie ihn zurück nach Andergast. Dort findet Geron den sterbenden Gwinnling. In seinen letzten Minuten erzählt er Geron von einem Feenforscher und dass der Seher zurück sei. Er fordert Geron auf, Nuri zu töten, um die Pläne des Sehers zu durchkreuzen. Geron entscheidet sich aber dafür, stattdessen mit Nuri den Feenforscher in den Orklanden zu suchen. Als die beiden aus Andergast fliehen, begegnen sie einem sprechenden Raben. Zu dritt machen sie sich auf die Reise nach Norden.
Als erstes begegnen sie der fahrenden Gauklerin Isida, an deren Wagen ein Rad gebrochen ist, das Nuri mit ihren magischen Fähigkeiten richten kann. Nachdem Geron die Gauklerin überredet hat, ihn und Nuri mitzunehmen, tauchen Kreaturen des Sehers auf und töten Isida. Geron und Nuri können mit dem Wagen fliehen. Nach einer längeren Reise erreichen sie das Thaschgebirge und verkaufen dort schließlich das Pferd und den Wagen, um Ausrüstung für die weitere Reise durch die Blutzinnen kaufen zu können. Der örtliche Händler bestätigt, dass der Feenforscher im Thaschgebrige war, um von dort weiter in die Blutzinnen zu reisen.
Als sie die Blutzinnen, das unwegsamste aller Gebirge, durchqueren stoßen sie auf ein Lager der Orks, welches sie nicht umgehen können. Die Orks führen dort ein Ritual durch und warten auf ein Zeichen ihrer Gottheit. Geron lässt als Zeichen des Blutgottes rot gefärbtes Wasser durch einen schädelförmigen Felsen laufen. Die Orks ziehen in den Krieg und der Weg für Geron und Nuri zum roten See ist frei. Am See sagt ihnen ein Kobold, wo sie den Feenforscher finden, welchen sie allerdings in der Höhle erst einmal finden müssen.
Der Feenforscher Jacomo Nauta ist Begeisterter von Nuri, die jedoch einen der Feenkristalle berührt und dabei Teile der Höhle zum Einsturz bringt und Nuri von den anderen trennt. Des Weiteren ist sie dadurch verwirrt und erhält eine Karte, um zu einer Mühle zu gelangen. Geron erfährt derweil von Jacomo, dass er Nuri in ihre Heimat zurückbringen muss um sie zu retten und wird an Goswin verwiesen der den Schlüssel, ein Prisma, für ein Feenportal besitzt. Er weiß aber auch dass Nuri niemals in ihre Welt zurückkehren möchte.
Als Geron bei der Mühle eintrifft ist Nuri nicht dort. Stattdessen sind die Kreaturen des Sehers dort und fangen ihn. Hierbei bestätigt sich auch Gerons Misstrauen gegenüber dem Raben als Diener des Sehers. Nuri hilft ihm mit ihrer Magie sich zu befreien und die Kreatur in eine Falle zu locken. Da Geron um Nuris Abneigung gegen ihre Heimat weiß belügt er sie und behauptet er würde sie in das, von ihm erfundene, Feenreich Fanglari bringen. Sie glaubt ihm und die beiden reisen weiter nach Norden zur Schmugglerstadt Enqui. Dort eingetroffen erfahren sie jedoch, dass Goswin tot ist und müssen dem „ehrenwerten Kaufmann“ Harm das Prisma abnehmen. Geron kann sich als Bote ausgeben der Harm eine Nachricht überbringen soll und ihn damit ablenken während Nuri den Schlüssel zur Truhe stibitzt. Geron kann dann das Prisma stehlen und die beiden lassen sich von einem Fährmann weiter in den Sumpf bringen. Als sie Abends gemeinsam am Feuer sitzen und Nuri optimistisch an ihre Zukunft in Fanglari denkt, schenkt sie Geron ihre Kette mit Feenwasser und dabei auch ihren Zauber Gegenstände zu reparieren.
In der Nacht kommt der Rabe zurück und erzählt Nuri von Gerons Lüge, was sie dazu bewegt Geron zu Fanglari auszufragen. Sie reist dennoch weiter mit ihm zum Feentor, wo ein riesiges Auge alles versteinert was es erblickt. Zwar kann Geron das Auge blenden doch taucht wieder der Rabe auf und gibt sich als der Seher zu erkennen, der auf dem Scheiterhaufen seinen Geist in einen Raben übertrug. Geron möchte mit Nuri in ihre Welt reisen doch Nuri stößt ihn in das Portal und geht mit dem Raben, der ihr eingeredet hat er sei der Halbgott Aves.
Geron landet in der Feenwelt Neirutneva (Aventurien rückwärts), wo der Seher, hier als Vogelmann bekannt, allem Anschein nach großen Einfluss hat. Er wird als Eindringling vor die Königin geführt und erbittet von ihr die Möglichkeit, in seine Welt zurückzukehren. Dazu werden ihm von der Königin drei scheinbar unmögliche Aufgaben gestellt, nach deren Erfüllung er durch das Portal in den Traumgemächern schreiten darf. Nach der Reise durch die Traumwelt des Portals erreicht Geron wieder seine Heimat, wo mittlerweile Monate vergangen sind und das Land in Verzweiflung, Angst und Wahnsinn vom Seher und seinen Raben beherrscht wird.
Nachdem er mittels einer Empfehlung des Königs Einlass in die Magierakademie erhält trifft er Jacomo wieder, der ihm von der Feenharfe erzählt, aus der der Seher seine Macht bezieht und die von Nuri gespielt wird. Der Seher will ein Artefakt zurückerlangen, dass ihm damals den Seelentausch ermöglicht hat um wieder einen menschlichen Körper zu erhalten. Die beiden schmieden den Plan den Ring zu manipulieren und gegen den Seher zu verwenden. Nachdem der Aktivierungszauber des Rings zu „Satinav“, dem Namen des Wächters der Zeit, geändert wurde begibt sich Geron auf den Weg zur Rabenspitze, wo sich Nuri und die Harfe befinden.
Auf der Rabenspitze überwindet Geron die Kreaturen des Sehers und gelangt schließlich zu Nuri, die jedoch bereits zu einem Teil der Harfe geworden ist. Der Seher verspottet Geron und fordert von ihm sein. Dieser verabschiedet sich von Nuri, woraufhin sie beginnt zu weinen. Nachdem er den Ring des Sehers mit ihren Tränen benetzt hat übergibt er ihn dem Seher, der sich seines Sieges sicher wähnt. Geron prophezeit ihm, dass die Götter ihn strafen werden für seine Frevel. Der Seher sagt dabei den Namen Satinav, wodurch das Artefakt aktiviert wird und der Seher den Körper mit Nuri tauscht und von der Feenharfe vernichtet wird.
Geron hat damit die Prophezeiung des Sehers erfüllt und diesem tatsächlich das Ende gebracht.
Gemeinsam mit Nuri, jetzt im Körper des Raben, kehrt er schlussendlich nach Andergast zurück.

### Charaktere
| Charakter    | Sprecher       | Sprecher (deutsche Fassung) | Rolle                                     |
| ------------ | -------------- | --------------------------- | ----------------------------------------- |
| Geron        | Henry Sargeant | Sascha Draeger              | Hauptcharakter, Vogelfänger in Andergast. |
| Nuri         | Nova Kane      | Stephanie Kirchberger       | Fee, Begleiterin Gerons.                  |
| Gwinnling    |                | Jürgen Holdorf              | Gwinnling                                 |
| Der Rabe     | Mark Lyndon    | Robert Missler              | Sprechender Rabe                          |
| Efferdan I   |                | Michael Bideller            | König von Andergast                       |
| Jacomo Nauta | David Duke     | Sönke Städtler              | Feenforscher                              |

## Spielprinzip und Technik
Satinavs Ketten folgt gängigen Adventure-Spielprinzipien. Das Spiel ist szenisch aufgebaut und verfügt über handgemalte 2D-Hintergrundkulissen, vor denen die animierte Spielfigur agiert. Der Spieler steuert Geron indirekt mit Hilfe einer Point-and-Click-Steuerung. Im Laufe des Spieles gilt es, diverse Rätsel zu lösen, darunter genreübliche Dialog-, Gegenstands- und Kombinationsrätsel. Eine Besonderheit ist Gerons magische Fähigkeit, zerbrechliche Gegenstände zu zerstören. Komplementär dazu kann Nuri zerstörte Gegenstände wieder reparieren. Als Komfortfunktion verfügt das Spiel über eine Hotspot-Anzeige: Mittels der mittleren Maustaste kann sich der Spieler anzeigen lassen, mit welchen Objekten auf dem Bildschirm er interagieren kann.

## Produktionsnotizen
Im November 2010 kündigte Daedalic Entertainment offiziell die Entwicklung von Satinavs Ketten an. Es wurde mit Hilfe der Adventure-Entwicklungsumgebung Visionaire Studio entwickelt. Die Handlung wurde unter anderem in Zusammenarbeit mit dem DSA-Autoren Mark Wachholz entwickelt. Am 22. Juni 2012 kam Satinavs Ketten für Windows auf den Markt. Im Januar 2013 folgte eine Fassung für Mac OS.
Die Entscheidung von Daedalic und Deep Silver, bei Erstveröffentlichung auch die auf Datenträgern (DVD-ROM) ausgelieferten Versionen aus dem Einzelhandel an die Online-Distributionsplattform Steam zu binden, sorgte bereits im Vorfeld in Kundenkreisen für Unmutsbekundungen und Boykottaufrufe. Daedalic-Geschäftsführer Carsten Fichtelmann gab daher eine Stellungnahme ab, in der er die Entscheidung verteidigte. Das Unternehmen erhoffte demnach mit Hilfe des Partners Deep Silver dauerhaften Zugang zur Steam-Vertriebsplattform zu erhalten, der dem Unternehmen trotz früherer Bemühungen stets verwehrt geblieben sei. Dies bezeichnete er als ökonomisch notwendig, da vergleichbare Online-Plattformen lediglich 10–20 % des Umsatzes generieren würden und dem Unternehmen andernfalls große Teile des Spielemarktes verschlossen bleiben würden. Daedalic veröffentlichte später weitere Versionen ohne verpflichtende Steam-Bindung. 2021 wurde das Spiel auf die Handheld-Konsole Nintendo Switch portiert.

### Fortsetzung
Im August 2013 erschien eine Fortsetzung, Das Schwarze Auge: Memoria, für Windows-PCs und Mac OS. Memoria baute technisch auf Satinavs Ketten auf und erweiterte lediglich das Magiesystem des Vorgängers. Zeitlich schließt Memoria an Satinavs Ketten an, und der Spieler übernimmt wieder die Rolle von Geron.

## Rezeption
Satinavs Ketten erhielt mehrheitlich positive, wenngleich zurückhaltende Bewertungen (GameRankings: 73,10 % / Metacritic: 75 von 100). Dabei fielen die Bewertungen der deutschen Fachpublikation zumeist höher aus. Während die Handlung zumeist gelobt wurde, riefen die Synchronisation und die teils stockenden Animationen Kritik hervor.

„Bis zur Mitte des Spiels erweckt das DSA-Adventure den Eindruck, als lege die „Das schwarze Auge“-Lizenz den Entwicklern die titelgebenden Ketten an: Extrem begrenzte Locations, die kaum Platz zum Atmen, geschweige denn zum Rätseln lassen, schleifen den Spieler durch eine Geschichte, die märchenhaft und kindisch beginnt und düster und brutal endet, ohne ihm Raum zum Erkunden, der Story Zeit zum Entfalten und den Charakteren Persönlichkeit zu geben. […] Glücklicherweise steigert sich das Spiel ab der Hälfte in jederlei Hinsicht, sodass im Rückblick selbst der holprige Start noch als Anlauf für den großen Endspurt durchgeht.“

„Es muss nicht immer ein Rollenspiel sein: Daedalic Entertainment präsentiert mit „Satinavs Ketten“ ein waschechtes Adventure, obwohl das Spiel im Universum von „Das Schwarze Auge“ angesiedelt ist. Allerdings lässt die Synchronisierung zu wünschen übrig.“

„Im Ergebnis heißt das, dass hier jeder glücklich werden kann. Adventure- wie auch DSA-Freunde und dank des fast durchgehend sehr schlüssigen Rätseldesigns auch jeder andere, der eine gute Fantasy-Geschichte, erzählt in fantastischen Bildern, zu schätzen weiß. Gehe ich mal von meiner ersten Skepsis aus und der Sorge, dass der Mix Gefahr laufen könnte, am Ende niemandem so richtig zuzusagen, bin ich froh, dass ich zu 90 Prozent falsch lag.“

Eigenen Angaben des Herstellers zufolge verbuchte Satinavs Ketten den besten Verkaufsstart eines Adventures zwischen 2002 und 2012 und stellte damit den Erfolg des ebenfalls von Daedalic entwickelten Deponia ein. Daedalic wertete dies als Indiz für ein anhaltendes Interesse an neuen Adventure-Spielen, deren Bedeutung für die Spielebranche seit dem Misserfolg von Grim Fandango rückläufig waren.